# Landri de Durnes
Landri de Durnes  war von 1160 bis 1178/79 Bischof von Lausanne.

## Leben
Landri stammt aus einer adligen Familie der Freigrafschaft Burgund, deren Stammburg in Durnes bei Ornans stand. Ladri wurde erstmals 1145 als Dekan des Chorherrenstifts Saint-Jean in Besançon erwähnt. Seine Amtszeit als Bischof von Lausanne fiel in die Zeit des Schismas. Es gelang ihm jedoch sowohl Verbindungen mit Papst Alexander III., als auch mit dem von Kaiser Friedrich Barbarossa unterstützten Gegenpapst Viktor IV. und dessen Nachfolgern aufrechtzuerhalten. Nach der Einigung von Papst und Kaiser verzichtete er auf sein Amt und beendete sein Leben als Domherr in Lausanne. Während seiner Amtszeit wurde der Turm von Ouchy errichtet und 1173 mit dem Bau einer neuen Kathedrale begonnen. Nach aussen suchte er den Ausgleich zwischen Kaiser, den Grafen von Genf und den Zähringern.